# Who Knew (Lied)
Who Knew (englisch für „Wer weiß schon“) ist ein Rock-Pop-Song der US-amerikanische Sängerin Pink aus dem Jahr 2006.

## Entstehung und Veröffentlichung
Das Lied wurde neben der Interpretin selbst von Max Martin und Lukasz Gottwald geschrieben beziehungsweise komponiert. Für die Produktion zeichnete überdies Kenneth Edmonds (Babyface) verantwortlich.
Die Erstveröffentlichung von Who Knew erfolgte am 4. April 2006 auf ihrem vierten Studioalbums I’m Not Dead. Die Single wurde am 18. Mai 2006 von LaFace Records veröffentlicht. Auf der B-Seite befindet sich der Titel Disconnected, der sonst auf keinen Tonträger von Pink zu finden ist. Es handelt sich nach Stupid Girls um die zweite Singleauskopplung des Albums.

## Inhalt
In dem von Max Martin und Dr. Luke produzierten Song geht es um den Verlust eines Freundes sowie den einer Freundschaft. Er thematisiert den Prozess der Trauer und die tägliche Verlustbarkeit eines Menschen, bzw. darum, dass sich Menschen verändern, wenn man sie zwei Jahre lang nicht sieht.

## Musikvideo
Das Musikvideo zu Who Knew wurde ab dem 15. April 2006 unter der Regie von Samuel Bayer, Robert Hales und Brian Lazzaroin in Los Angeles gedreht. Darin spielen neben der Interpretin selbst die Schauspieler Katie Chonacas und Germán Legarreta als Liebespaar mit, die sich alle miteinander auf einen Jahrmarkt befinden, wo sie u. a. Karussell fahren. Es zählte bis August 2025 um die 197 Millionen Aufrufe auf der Videoplattform YouTube.

## Rezeption
Who Knew erhielt positive als auch negative Kritiken. John Murphy von MusicOMH schrieb zu dem Lied: „is perfect driving, anthemic pop“. Yahoo Music befand: „The title track applies the opposite effect (loud verses, hushed choruses) to a similar effect.“ und bemerkte zusätzlich: „it sounds like the lo-fi twin sister of ‚Since U Been Gone‘“.

## Kommerzieller Erfolg

### Chartplatzierungen
| ChartsChartplatzierungen       | Höchstplatzierung | Wochen |
| ------------------------------ | ----------------- | ------ |
| Deutschland (GfK)              | 12 (25 Wo.)       | 25     |
| Österreich (Ö3)                | 11 (31 Wo.)       | 31     |
| Schweiz (IFPI)                 | 14 (46 Wo.)       | 46     |
| Vereinigte Staaten (Billboard) | 9 (36 Wo.)        | 36     |
| Vereinigtes Königreich (OCC)   | 5 (34 Wo.)        | 34     |

| ChartsJahrescharts (2006)    | Platzierung |
| ---------------------------- | ----------- |
| Deutschland (GfK)            | 38          |
| Österreich (Ö3)              | 35          |
| Schweiz (IFPI)               | 52          |
| Vereinigtes Königreich (OCC) | 30          |

| ChartsJahrescharts (2007)      | Platzierung |
| ------------------------------ | ----------- |
| Vereinigte Staaten (Billboard) | 69          |

### Auszeichnungen für Musikverkäufe
| Land/Region                  | Auszeichnungen für Musikverkäufe (Land/Region, Auszeichnung, Verkäufe) | Verkäufe  |
| ---------------------------- | ---------------------------------------------------------------------- | --------- |
| Australien (ARIA)            | 5× Platin                                                              | 350.000   |
| Brasilien (PMB)              | Gold                                                                   | 30.000    |
| Dänemark (IFPI)              | Gold                                                                   | 45.000    |
| Deutschland (BVMI)           | Gold                                                                   | 150.000   |
| Kanada (MC)                  | Platin                                                                 | 80.000    |
| Neuseeland (RMNZ)            | Platin                                                                 | 30.000    |
| Vereinigte Staaten (RIAA)    | Platin                                                                 | 1.667.000 |
| Vereinigtes Königreich (BPI) | 2× Platin                                                              | 1.200.000 |
| Insgesamt                    | 3× Gold · 9× Platin ·                                                  | 3.552.000 |

Hauptartikel: Pink (Musikerin)/Auszeichnungen für Musikverkäufe